# Port lotniczy Trenczyn
Port lotniczy Trenczyn (ICAO: LZTN) – Lotnisko nieewidencjonowane, położone w Trenczynie, w kraju trenczyńskim, na Słowacji. Na lotnisku stacjonuje Aeroklub Trenczyński. W 1998 roku odbyły się tu Mistrzostwa Świata w akrobacji lotniczej.